# گوییاس
گوییاس (به پرتغالی: Goiás) یکی از ایالت‌های برزیل است که در مرکز این کشور قرار دارد.
مرکز این ایالت شهر گویانیا می‌باشد.

## جغرافیا
این ایالت ۳۴۰،۰۸۶ کیلومتر مربع مساحت دارد. در سال ۲۰۰۹ جمعیت آن ۵،۹۲۶،۳۰۰ نفر تخمین زده شده است.